# Chorinaeus talpa
Chorinaeus talpa là một loài tò vò trong họ Ichneumonidae.